# Puig de l'Home
El Puig de l'Ossetera és una muntanya de 556 metres que es troba entre els municipis del Port de la Selva, de Pau i de Vilajuïga, a la comarca catalana de l'Alt Empordà.